# 福山・多度津フェリー
福山・多度津フェリー（ふくやま・たどつフェリー）は、かつて広島県福山市と香川県多度津町を結んでいたフェリー航路である。本項では前身である尾道 - 鞆 - 多度津航路の概要についても記述する。

## 概要

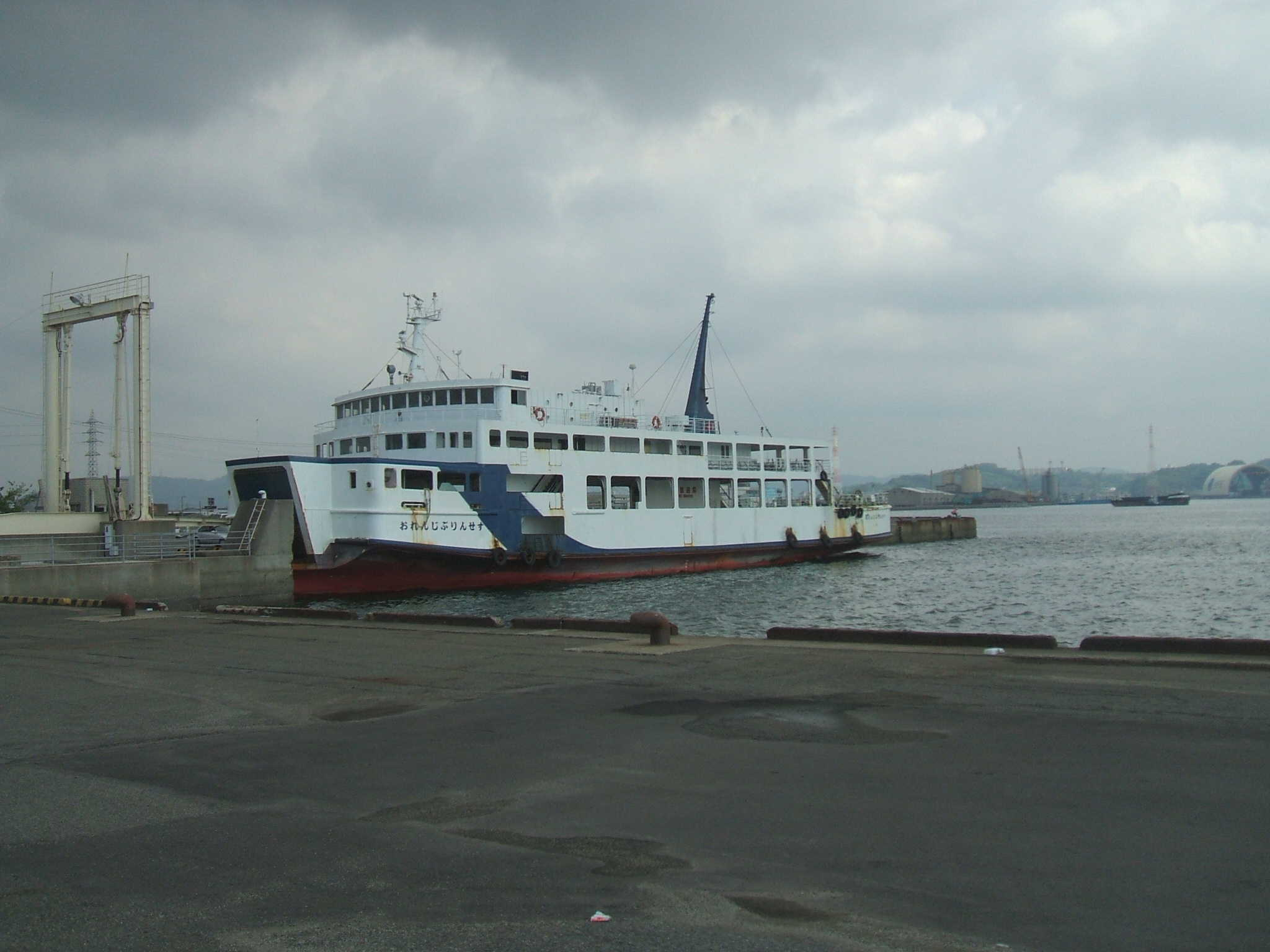
最後まで運行されていた「おれんじぷりんせす」

1966年4月に多度津港と福山市鞆港を結ぶフェリーとして瀬戸内海汽船により運航を開始した。これ以前の旅客船時代は 尾道 - 鞆 - 多度津 という航路であったが、尾道 - 鞆間は分離され、備後商船による運航となった。
1978年に福山港フェリーターミナルが完成するとともに、発着場所を鞆港からシフトし、福山・多度津フェリー(航路名)として再スタートとなった。
その後、1988年の瀬戸大橋開業に際しては、瀬戸内海汽船の撤退に伴い、広汽船・多度津町・瀬戸内海汽船の三者が出資する福山多度津フェリー株式会社が設立されて運行を引き継いだ。1991年からは多度津町が資本を引き上げ、せとうち物流株式会社による運航となった。
運行を引き継いだ1988年当時は1日15往復が運行されており、年間約25万人、車約10万6000台の利用者があった。しかし引き継ぎ後はこの年が利用者数のピークで、以降は瀬戸大橋との競合で利用者数は激減し、2007年度はそれぞれ約4万3000人・約3万5000台まで落ち込んでいた。会社側も便数削減や運賃値上げなどをおこない、2002年6月には1日6往復となっていた。これらの経営努力をもっても状況は変わらず、2008年には原油高で燃料高騰も重なったため、同年7月1日に中国運輸局尾道海事事務所に廃止届を提出し、8月31日を最後に廃止された。

## 航路
- 福山 - 多度津 (廃止時点)

距離39.2km、所要時間1時間45分
- 尾道 - 鞆 - 多度津 (フェリー就航前)

全線59.2km、所要時間3時間10分、うち鞆 - 多度津間は38.7km、所要時間2時間10分、フェリー化後は1時間25分

## 船舶

### 廃止時点の就航船
1988年の福山多度津フェリー発足時には、航路とともに3隻のフェリーを継承したが、前述の通り、最終的には1隻でのピストン運航となっていた。
- おれんじぷりんせす

中村造船鉄工所建造、1987年3月24日竣工、2000年就航(用船のち買船)。もと防予汽船。
690総トン、全長60.77m、幅14.0m、深さ3.3m、ディーゼル2基、出力3,000PS、速力15.0ノット
旅客定員300名、大型トラック5台、大型バス5台、普通乗用車6台

### 以前の就航船

#### 瀬戸内海汽船
- 第10北川丸 (旅客船)[2]
- 第8東予丸 (旅客船)[2]
- キングペア[8]

日本鋼管清水造船所建造、1966年3月竣工、同4月就航、1981年海外売船。
516.22総トン、全長37.5m、幅13.2m、深さ4.9m、ディーゼル2基、出力1,100PS、航海速力13.2ノット
旅客定員479名、小型トラック30台
- クィンペア[8]

1966年竣工、1981年海外売船。「キングペア」の同型船。
- たどつ[9]

四国ドック建造、1968年8月竣工、1972年「いしづち」に改名、1987年海外売船。
687.98総トン、全長47.80m、型幅11.00m、型深さ3.80m、ディーゼル2基、機関出力1,700ps、航海速力13ノット
旅客定員500名、8tトラック12台
- せんすい[8]

松浦鉄工造船建造、1969年7月竣工・就航、1979年8月三原 - 今治航路に転配、1988年海外売船。「たどつ」の同型船。
596.95総トン、全長47.8m、幅11m、深さ3.79m、ディーゼル2基、出力1,700PS、航海速力13ノット
旅客定員475名、小型トラック35台
- ことひら[9]

神田造船所建造、1969年12月竣工、1971年改造、1991年海外売船。「たどつ」の同型船。
651.68総トン、全長48.70m、型幅11.00m、型深さ3.80m、ディーゼル2基、機関出力2,000ps、航海速力13.5ノット
旅客定員475名、8tトラック12台

#### 瀬戸内海汽船から福山多度津フェリーに継承
- さぬき→さぬき丸[11]

金輪船渠建造、1972年3月竣工。
698.88総トン、全長62.89m、幅12.00m、深さ4.10m、ディーゼル2基、出力2,600PS、航海速力13.50ノット
旅客定員423名、8tトラック16台
- 芦田川→ふくやま丸[11]

神田造船所建造、1979年7月竣工、2003年日本船舶明細書より削除。
695.30総トン、全長63.25m、幅12.00m、深さ4.10m、ディーゼル2基、出力3,200PS、航海速力13.5ノット
旅客定員499名、8tトラック16台
- 吉野川→たどつ丸[11]

松浦鉄工造船建造、1982年3月竣工、2001年日本船舶明細書より削除。
697.48総トン、全長63.25m、幅12.00m、深さ4.10m、ディーゼル2基、出力3,200PS、航海速力15.4ノット
旅客定員499名、8tトラック16台

#### せとうち物流時代に就航
- おれんじえーす[8]

中村造船鉄工建造、1974年3月竣工、1998年就航(買船)、もと防予汽船。
981総トン、全長67.18m、幅12m、深さ5m、ディーゼル2基、出力4,000PS、航海速力15.8ノット
旅客定員420名、乗用車55台またはトラック16台
- くぃーん[8]

内海造船建造、1989年3月竣工、1999年就航(買船)、2003年日本船舶明細書より削除。もと防予汽船「おれんじくいーん」。
697総トン、全長61.35m、幅12.60m、深さ3.24m、ディーゼル2基、出力3,000PS、航海速力15.0ノット
旅客定員250名、トラック19台